# Asteroide

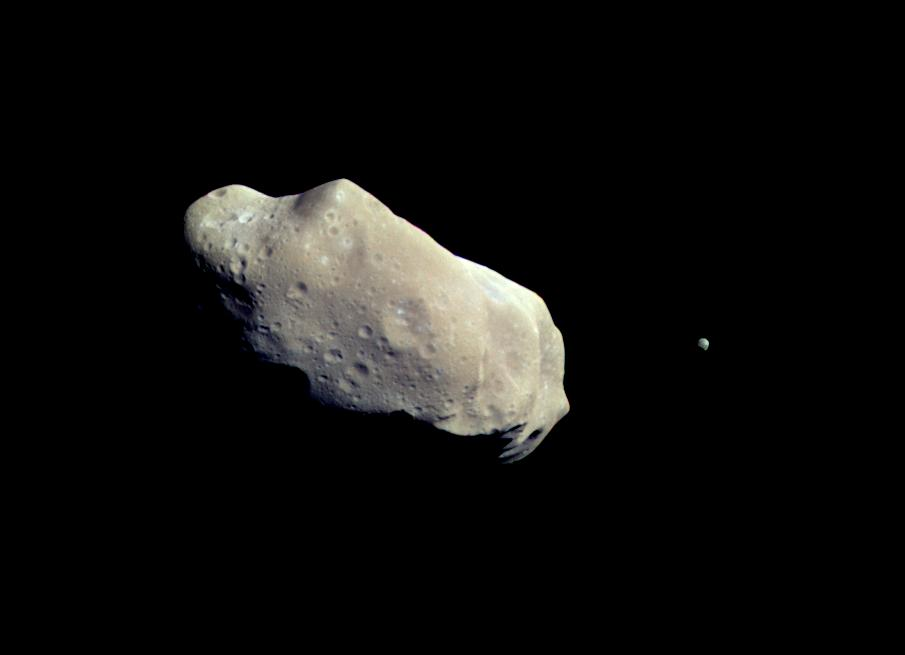
243 Ida e la sua luna Dattilo, il primo satellite di un asteroide a essere stato scoperto.

Un asteroide è un piccolo corpo celeste simile per composizione a un pianeta terrestre, generalmente privo di una forma sferica, di solito con un diametro inferiore al chilometro, anche se non mancano corpi di grandi dimensioni, giacché tecnicamente anche i corpi particolarmente massicci recentemente scoperti nel Sistema solare esterno sono da considerarsi tali.
Si pensa che gli asteroidi siano residui del disco protoplanetario che non sono stati incorporati nei pianeti, durante la formazione del Sistema. La maggior parte degli asteroidi si trova nella fascia principale, e alcuni hanno degli asteroidi satelliti. Hanno spesso orbite caratterizzate da un'elevata eccentricità. Asteroidi molto piccoli (in genere frammenti derivanti da collisioni), con le dimensioni di un masso o anche meno (secondo l'Unione Astronomica Internazionale, corpi di massa compresa fra 10−9 e 107 kg), sono conosciuti come "meteoroidi".
Gli asteroidi composti per la maggior parte di ghiaccio sono conosciuti invece come comete. Alcuni asteroidi sono il residuo di vecchie comete, che hanno perso il loro ghiaccio nel corso di ripetuti avvicinamenti al Sole, e sono adesso composti per lo più di roccia.

## Descrizione

### Origini e struttura
Dal giorno 1º gennaio 1801 in cui l'astronomo italiano Giuseppe Piazzi, dall'Osservatorio astronomico di Palermo, scoprì quello che allora venne definito un "pianetino", assai poco luminoso, orbitante nella fascia tra Marte e Giove, e che in seguito sarà classificato come asteroide, gli studiosi cercano di individuare le origini dei singoli "pianetini" e delle famiglie di "corpuscoli" o asteroidi.
Prendendo come riferimento gli asteroidi formati nel sistema solare, quelli vicini ai pianeti come la Terra e a Marte mostrano lo spettro dei minerali rocciosi mescolati col ferro, mentre quelli vicini a Giove tendono a essere scuri e rossastri, indice di una composizione non molto diversa da quella della nebulosa primordiale, che circa 4,5 miliardi di anni fa avrebbe prodotto i pianeti da condensare.
Quindi, in base alle ipotesi più accreditate, in una prima fase i minuscoli corpi solidi si aggregarono per formare i mattoncini dei pianeti, ma nella zona oltre Marte, a causa degli effetti delle risonanze gravitazionali con la massa di Giove, furono impedite le formazioni di corpi con diametro superiore a 1000 chilometri.
I corpuscoli che non riuscirono a essere inglobati all'interno dei pianeti in formazione divennero asteroidi, e tra essi i più grandi raggiunsero una temperatura sufficiente per consentire una differenziazione chimica; la conseguenza fu che in alcuni di essi si formò l'acqua, in altri fenomeni vulcanici.
Grazie all'interferenza di Giove sulle orbite primarie degli asteroidi aumentarono gradualmente le loro collisioni, che portarono a numerose distruzioni e mutilazioni dalle quali sopravvissero i corpi più grandi, mentre altri corpuscoli furono proiettati fuori dal sistema solare.
Quindi alcuni asteroidi, e anche i meteoriti, rappresentano i resti di questi protopianeti, mentre altri, come le comete, sono corpi ancora più primitivi, che non sono riusciti a differenziarsi e perciò sono testimonianze di un passato molto remoto, vicino alle origini del sistema solare.
Per quanto riguarda la struttura, gli studiosi hanno avanzato l'ipotesi che accanto alla conformazione tipica solida e rocciosa, gli asteroidi più grandi di un chilometro non siano monolitici, ma piuttosto aggregati di frammenti piccoli o addirittura pile di pietre frammentate sulla falsariga delle comete, come proposero per la prima volta Don Davis e Clark Chapman.

### Sistema solare
Nel sistema solare sono già stati numerati e catalogati oltre 600 000 asteroidi e probabilmente altre centinaia di migliaia (alcune stime superano il milione) attendono ancora di essere scoperti. L'asteroide più grande del sistema solare interno è Cerere, con un diametro di 900-1000 km; seguono Pallade e Vesta, entrambi con diametri sui 500 km; i tre sono anche gli unici asteroidi di forma approssimativamente sferica della fascia principale. Al contrario, numerosi oggetti del sistema solare esterno quali Eris, Sedna, Orco e Quaoar sono più grandi di Cerere.
Vedi anche Lista degli asteroidi principali per una lista degli oggetti più interessanti e degni di nota.

### La fascia principale, di Kuiper, dei Centauri e dei Troiani

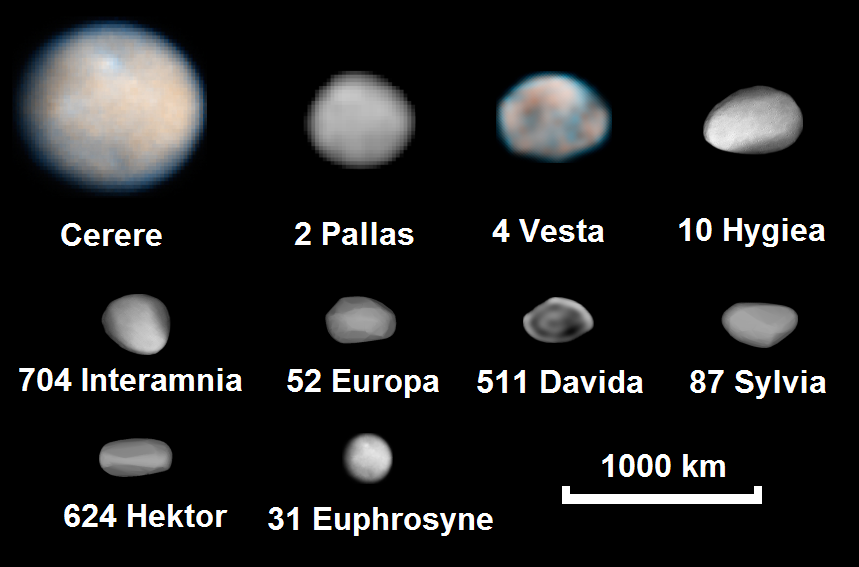
Confronto in scala fra i 10 più grandi corpi celesti della Fascia principale

La maggior parte degli asteroidi orbita tra Marte e Giove, a una distanza compresa tra 2 e 4 UA dal Sole, in una regione conosciuta come Fascia principale. Questi oggetti non poterono riunirsi a formare un pianeta, a causa delle forti perturbazioni gravitazionali del vicino pianeta Giove; queste stesse perturbazioni sono all'origine delle cosiddette lacune di Kirkwood, zone vuote dalla fascia dove gli asteroidi non possono orbitare, in quanto si troverebbero in risonanza orbitale con Giove e ne verrebbero presto espulsi.
Un numeroso gruppo di asteroidi, oltre un migliaio, è costituito dai cosiddetti troiani. Questi asteroidi hanno orbite molto simili a quella di Giove. Sono suddivisi in due gruppi: uno precede Giove di 60 gradi nella sua orbita e l'altro lo segue a una medesima distanza angolare. In altre parole, i troiani occupano due dei cinque punti lagrangiani del sistema Sole-Giove, l'L4 e l'L5, dove le orbite sono stabili. Gruppi simili di asteroidi, molto più piccoli e meno numerosi, sono stati scoperti anche nei punti lagrangiani L4 e L5 del sistema Sole-Marte e del sistema Sole-Nettuno.
I centauri orbitano attorno al Sole in mezzo ai pianeti giganti, quindi oltre l'orbita di Giove. Il primo scoperto di questa categoria fu Chirone, nel 1977, un asteroide di più di 100 km di diametro e il più grande della categoria. Si pensa che questi oggetti siano asteroidi o ex-comete che sono state espulse dalle loro orbite originali e immesse in orbite che le portano in regioni relativamente poco popolate dagli asteroidi tradizionali.
Le migliorate capacità dei moderni telescopi hanno permesso di estendere le nostre conoscenze sugli oggetti transnettuniani. Oggi vengono comunemente riconosciute tre grandi distribuzioni asteroidali oltre l'orbita di Nettuno: la fascia di Edgeworth-Kuiper, il disco diffuso e la nube di Oort.
La fascia di Kuiper è la sorgente di circa la metà delle comete che arrivano nel sistema interno. Le prime scoperte risalgono al 1992, quando David Jewitt dell'Università delle Hawaii e Jane Luu di Harvard individuarono corpi ghiacciati poco oltre l'orbita di Nettuno. Si conosce molto poco degli asteroidi della fascia di Kuiper, che appaiono come minuscoli puntini anche nei telescopi più potenti. La loro classificazione e composizione chimica è per adesso materia di speculazioni. Alcuni di questi asteroidi si sono rivelati essere non molto più piccoli di Plutone o della sua luna Caronte. È stata proprio la scoperta, negli ultimi anni, di oggetti di dimensioni sempre maggiori - Quaoar, con i suoi 1200 km di diametro, scoperto nel 2002; Eris, nel 2003, con un diametro stimato di 2400 km, appartenente alla regione del disco diffuso - a portare a una stretta finale l'Unione Astronomica Internazionale, che durante l'assemblea generale del 24 agosto 2006 ha promulgato definitivamente la definizione ufficiale di pianeta. Nel 2008 è stata riconosciuta l'appartenenza di Plutone ed Eris alla nuova classe dei pianeti nani.

## Classificazione

### Classificazione spettrale
Gli asteroidi sono classificati in tipi spettrali, che corrispondono alla composizione del materiale superficiale dell'asteroide. Il numero degli asteroidi conosciuti nelle diverse classi spettrali potrebbe non corrispondere alla distribuzione effettiva, perché alcuni tipi di asteroidi sono più facili da osservare di altri, e il loro numero viene quindi sovrastimato.
- Asteroidi di tipo C - 75% degli asteroidi conosciuti. La C sta per "carbonacei". Sono estremamente scuri (albedo 0,03), simili alle meteoriti carbonacee. Questi asteroidi hanno all'incirca la stessa composizione del Sole, tranne l'idrogeno, l'elio e altri elementi volatili. I loro spettri hanno colori relativamente blu, e sono molto piatti e senza strutture evidenti.
- Asteroidi di tipo S - 17% degli asteroidi conosciuti. La S sta per "silicio". Sono oggetti relativamente luminosi (albedo 0,1-0,22). Hanno una composizione metallica (principalmente silicati di nichel, ferro e magnesio). Lo spettro di questi asteroidi ha una forte componente rossa, ed è simile alle meteoriti ferrose.
- Asteroidi di tipo M - Questa classe comprende quasi tutti gli altri asteroidi. La M sta per "metallico". Sono asteroidi piuttosto brillanti (albedo 0,1-0,18), sembrano fatti di nichel-ferro quasi puro.

Ci sono altri tipi di asteroidi, molto più rari:
- Asteroidi di tipo G - Una suddivisione degli asteroidi di tipo C, spettralmente distinta per le differenze nell'assorbimento degli ultravioletti. Il principale rappresentante di questa classe è l'asteroide 1 Ceres.
- Asteroidi di tipo E - La E sta per enstatite. Raccoglie asteroidi di ridotte dimensioni che orbitano principalmente nella parte interna della Fascia principale e che probabilmente hanno avuto origine dal mantello di asteroidi di grandi dimensioni, distrutti in tempi remoti[4].
- Asteroidi di tipo R - La R sta per (colore e spettro) rossastro.
- Asteroidi di tipo V - La V sta per Vesta, un grosso asteroide di cui si pensa che questi potrebbero esserne frammenti.

### Classificazione orbitale
Molti asteroidi sono stati classificati in gruppi e famiglie in base alle loro caratteristiche orbitali. A parte le suddivisioni più ampie (per esempio una volta si usava dare nomi femminili agli asteroidi la cui orbita era interamente compresa tra quelle di Marte e Giove, nomi maschili a quelli che avevano il perielio all'interno dell'orbita di Marte e/o l'afelio oltre l'orbita di Giove: vedi per esempio Eros), è abitudine nominare un gruppo di asteroidi dal primo asteroide scoperto tra gli appartenenti al gruppo (ovvero dall'asteroide con il numero identificativo più basso tra gli appartenenti al gruppo). I gruppi sono associazioni dinamicamente sciolte, mentre le famiglie sono molto più "strette" e sono il risultato della disgregazione catastrofica di un progenitore nel passato. Finora, la quasi totalità delle famiglie scoperte appartiene alla Fascia principale. Esse furono inizialmente riconosciute da Kiyotsugu Hirayama nel 1918 e sono spesso chiamate famiglie Hirayama in suo onore.
Tra il 30% e il 35% degli oggetti della Fascia principale appartengono a famiglie dinamiche, ognuna delle quali si pensa sia stata originata dalla collisione tra due asteroidi nel passato. Una famiglia è stata associata all'oggetto transnettuniano Haumea.

## Studio

### Ricerca

2004 FH è il punto bianco al centro dell'immagine; l'oggetto che attraversa rapidamente lo schermo è un satellite artificiale.

Fino al 1998, e in parte ancora oggi, gli asteroidi venivano scoperti con un procedimento articolato in quattro fasi. Per prima cosa, una regione del cielo veniva fotografata con un telescopio a grande campo. Venivano prese coppie di fotografie della stessa regione, separate, in genere, da un'ora di tempo. In un secondo momento, le due pellicole della stessa regione venivano osservate sotto uno stereoscopio, che permetteva di trovare ogni oggetto che si fosse mosso tra le due esposizioni.
Poiché le stelle sono fisse, mentre gli oggetti del Sistema Solare si sono mossi leggermente, durante l'ora di tempo trascorsa tra le due foto, ogni asteroide risalta come un punto in movimento. Terzo, una volta che un corpo in movimento fosse stato trovato, si misuravano le sue posizioni in modo molto preciso, usando come riferimento stelle presenti sulla fotografia, le cui posizioni siano conosciute con grande precisione.
Alla fine di queste tre fasi non si aveva ancora una scoperta, ma solo un "candidato asteroide". Il passo finale era di inviare i risultati al Minor Planet Center, dove, a partire dalle posizioni misurate, veniva calcolata un'orbita preliminare e venivano calcolate le effemeridi per i giorni successivi. Una volta che l'oggetto veniva ritrovato grazie alle predizioni (segno che tutti i passi precedenti erano stati svolti senza errori), l'astronomo, il gruppo di astronomi o il dilettante che aveva fatto le osservazioni ne era riconosciuto lo scopritore e aveva il diritto di proporre all'Unione Astronomica Internazionale il nome da dare all'asteroide.
Quando l'orbita di un asteroide viene confermata, esso viene numerato, e più tardi può anche ricevere un nome (per esempio, 1 Cerere o 2060 Chirone). I primi vennero chiamati con nomi derivati dalla mitologia greco-romana, ma quando questi nomi iniziarono a scarseggiare, ne vennero usati altri: persone famose, nomi delle mogli degli scopritori, persino attori di televisione. Alcuni gruppi hanno nomi derivati da un tema comune, per esempio i Centauri sono tutti chiamati a partire da centauri leggendari, mentre i Troiani portano i nomi degli eroi della guerra di Troia.
A partire dal 1998, un gran numero di telescopi automatizzati eseguono automaticamente tutte le fasi precedentemente descritte, usando camere CCD e computer collegati direttamente al telescopio, che calcolano l'orbita e vanno a ripescare l'asteroide in seguito. Tali sistemi scoprono ormai la maggior parte degli asteroidi, e ognuno è gestito da un gruppo di astronomi e tecnici. Ecco un elenco di alcuni di questi gruppi:
- Il gruppo Lincoln Near-Earth Asteroid Research (LINEAR)
- Il gruppo Near Earth Asteroid Tracking
- Spacewatch ("guardia spaziale", il primo di essi)
- Il gruppo Lowell Observatory Near-Earth Object Search
- La Catalina Sky Survey
- La Japan Spaceguard Association
- L'Asiago DLR Asteroid Survey (in Italia)

Il solo sistema LINEAR, uno dei più avanzati, al 31 dicembre 2007, ha scoperto 225 957 asteroidi. Tutti insieme, i sistemi automatici hanno anche scoperto, al 1º giugno 2008, 5 432 asteroidi near-Earth, cioè potenzialmente pericolosi per il nostro pianeta.

### Esplorazione
Prima dell'era dei viaggi spaziali, gli asteroidi erano soltanto dei puntini luminosi anche se osservati con i più grandi telescopi. La loro forma e le caratteristiche della superficie rimanevano un mistero.

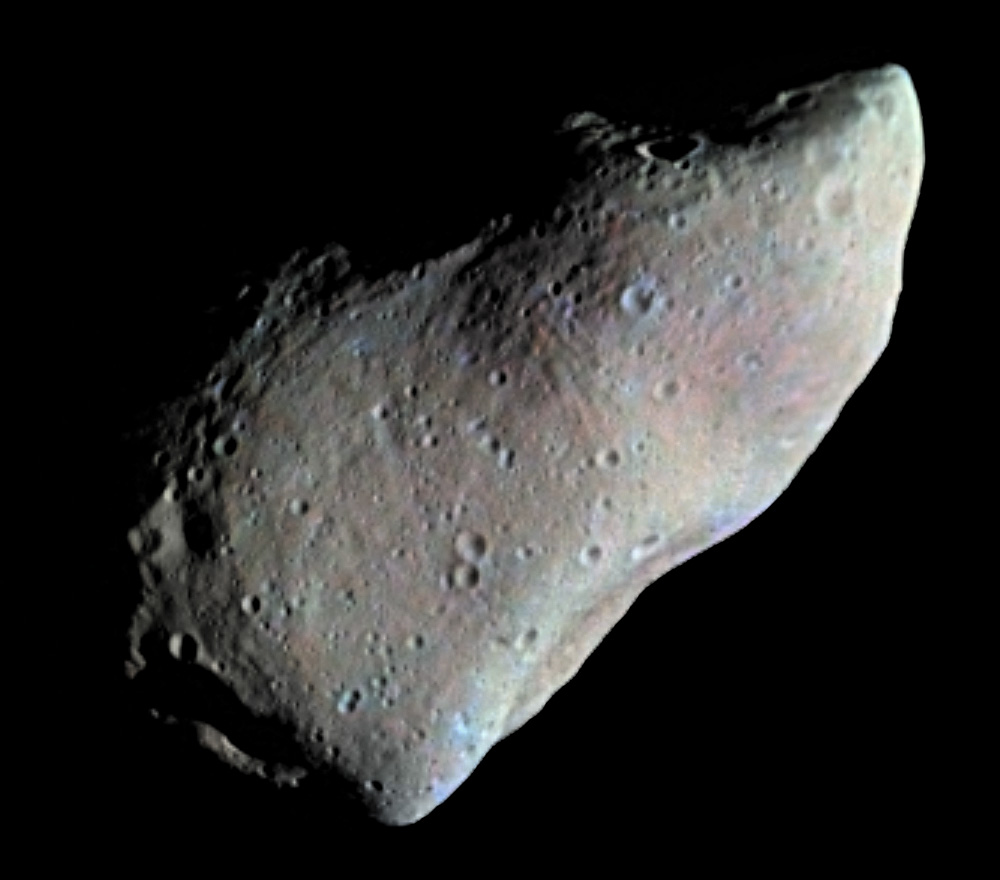
951 Gaspra, il primo asteroide a essere fotografato in modo ravvicinato

Le prime fotografie ravvicinate di un oggetto di tipo asteroidale furono scattate nel 1971 quando la sonda Mariner 9 riprese delle immagini delle piccole lune di Marte, Fobos e Deimos, probabilmente due asteroidi catturati. Queste immagini mostrarono la forma irregolare, simile a una patata, comune alla maggior parte degli asteroidi, in seguito confermato dalle immagini acquisite dalle sonde Voyager delle lune più piccole dei giganti gassosi.
Le prime fotografie ravvicinate di un asteroide vennero scattate dalla sonda Galileo, agli oggetti Gaspra nel 1991, e Ida nel 1993.
Nel 1996 la NASA ha lanciato la prima missione dedicata allo studio di un asteroide: la sonda NEAR Shoemaker, dopo aver effettuato nel 1997 il sorvolo dell'asteroide Mathilde, atterrò sull'asteroide Eros nel 2001, determinandone la densità con estrema precisione a partire dalle misure del campo gravitazionale.
Altri asteroidi visitati da sonde in rotta per altre destinazioni sono:
- 9969 Braille (da Deep Space 1 nel 1999)
- 5535 Annefrank (da Stardust nel 2002).

Nel settembre del 2005, la sonda giapponese Hayabusa ha iniziato lo studio dell'asteroide 25143 Itokawa, riportando sulla Terra campioni della superficie 5 anni più tardi. La sonda Hayabusa ha incontrato numerosi contrattempi, compresi i guasti di due delle tre ruote di reazione, che controllano l'orientazione della sonda rispetto al sole e mantengono il puntamento dei pannelli solari, e di due dei quattro motori a ioni.
Il lancio della missione Dawn della NASA, diretta verso Cerere e Vesta, è avvenuto nel mese di settembre del 2007. La sonda ha raggiunto Vesta nel luglio 2011, rimanendo in orbita intorno a essa per circa un anno. Ha successivamente proseguito per Cerere, che ha raggiunto nel marzo 2015.
La sonda Rosetta dell'ESA è transitata a 800 km dall'asteroide 2867 Šteins il 5 settembre 2008 e a 3162 km da 21 Lutetia il 10 luglio 2010.

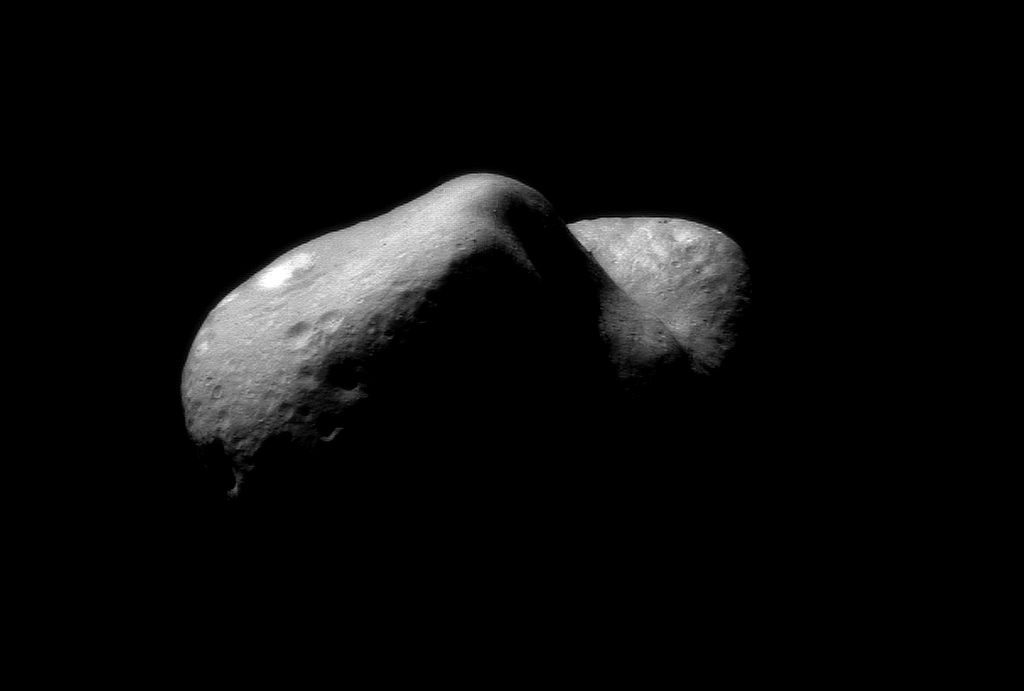
Questa immagine di Eros, presa il 14 febbraio 2000 dalla sonda NEAR (in realtà un mosaico composto da due immagini), i più piccoli dettagli distinguibili sono grandi circa 35 metri. Si riconoscono massi della dimensione di case in molti posti. Uno si trova sull'orlo del cratere gigante che separa le due metà dell'asteroide. Un'area luminosa è visibile nella parte superiore sinistra, e dei solchi possono essere visti subito sotto di essa. I solchi scorrono paralleli alla dimensione maggiore dell'asteroide.

### Modifica dell'orbita
Negli ultimi tempi, si è sviluppato molto interesse attorno agli asteroidi la cui orbita interseca quella della Terra e che potrebbero, nel corso dei secoli, scontrarsi con essa. La quasi totalità degli asteroidi near-Earth sono classificati, a seconda del semiasse maggiore della loro orbita e della distanza da Sole del loro perielio, come asteroidi Amor, asteroidi Apollo o asteroidi Aten.
Sono stati proposti diversi modi per modificarne l'orbita, nel caso fosse confermato il rischio di collisione, tuttavia la scarsa conoscenza della struttura interna di tali oggetti impedisce di prevedere nel dettaglio come reagirebbero a un impatto o a un'esplosione che avvenga nelle loro vicinanze allo scopo di defletterli o distruggerli. Persino i modelli che cercano di prevedere le conseguenze di una collisione catastrofica con la Terra sono ancora di dubbia validità a causa dell'impossibilità di sottoporli a una prova sperimentale.